# Silvestras Valiūnas
Silvestras Teofilis Valiūnas, polsky  Sylwester Teofil Walenowicz, (11. července 1789, Paūnikiai poblíž Raseiniai – červen 1831, Žemiatsko, přesné datum a místo neznámé) byl litevský básník, představitel raného litevského národního obrození v Žemiatsku, jeden z prvních litevských spisovatelů rolnického původu.

## Život
Pocházel z rolnické rodiny. Navštěvoval školu v Raseiniai a pak od roku 1808 kněžský seminář ve Vilniusu, který patřil k Vilniuské univerzitě. Zde se zúčastnil přednášek z klasické filologie. Seminář ukončil roku 1812, ale vysvěcen na kněze nebyl. Místo toho vstoupil do litevského pluku Napoleonovy armády. Po jeho drtivé porážce v bitvě u Slonimu 19. října 1812 se vrátil do rodného Žemiatska a usadil se ve vesnici Aušbikavis poblíž Žvingiai. Věnoval se kulturní a literární činnosti, psal litevsky i polsky a stýkal se s významnými litevskými i polskými osobnostmi té doby. Nejvíce se spřátelil s Dionizem Poškou, se kterým řešil problémy spisovné litevštiny. Později se zúčastnil prvního protiruského povstání v roce 1831 a během bojů zahynul.

## Dílo
Valiūnas psal satirickou poezii, filozofické elegie a lyrické verše. Mnoho z jeho děl se nedochovalo. Jeho satiry jsou svou formou a myšlenkami blízké osvícenské literatuře a autor v nich paroduje neřesti feudální spěšnosti. Mají výchovně didaktický charakter a autor v nich nastoluje otázky svědomí a morálky.
Jeho lyrika je preromantická a blíží se estetice romantismu. Je pro ní charakteristický aforismus a hyperbolismus, klasické formy jsou často nahrazovány romantickým symbolismem a poetikou lidových písní. Zabývá se v ní křehkosti lidské existence a idealizuje vztah člověka a přírody.

## Výběrová bibliografie

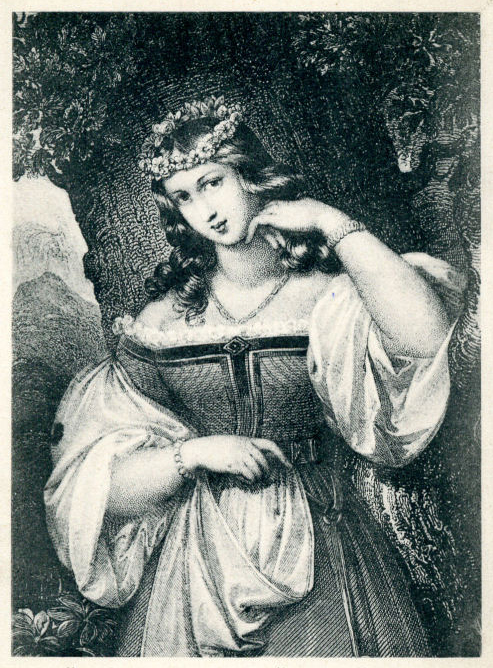
Imaginární umělecké zobrazení Birutė z roku 1838 od A. Piańkoŭského

- básně Duma nad nędzą wierszopisów (O bídě básníků), Duma nad nędzą człowieka (O bídě člověka) a Skroblynas Aušbikavio giroj (Hrob v Aużbikowském lese), vše kolem 1817.[4]
- Sobieskiada (asi 1817), báseň v polštině, dnes ztracená.[4]
- Telšių miestas yr ant kalno (kolem 1817, Město Telšiai je na kopci), satira v litevštině.[4]
- Palemono kontubernia (1817), komická a satirická poema zaměřená proti kléru a soudním úředníkům. V původní verzi se nedochovala, pouze v polském překladu.[1]
- Birutės daina (kolem 1823 Píseň o Birutě), v podstatě romantická balada o lásce litevského velkoknížete Kęstutise a jeho pozdější manželky Birutė, původně pohanské kněžky boha Perkunase. Jde o nejznámější Valiūnasovo dílo, které dokonce zlidovělo jako píseň. ale jeho autentický text se nedochoval. Roku 1824 pořídil kopii balady Dionizas Poška, ta však nejspíše obsahuje jeho redakci. Existují i další varianty litevského textu. Roku 1828 vyšla balada v autorském polském překladu. Jde o jedno z prvních děl historického obsahu v litevské literatuře, které zobrazuje minulost ještě pohanské Litvy, zdůrazňuje nezávislost litevského státu a sjednocení litevských kmenů do jedné země.[3][5]
- Rašančiam lietuvišką žodinį (1826, tiskem 1850, Pro autora litevského slovníku), veršovaný dopis Dionizovi Poškovi s schválou jeho práce na polsko-latinsko-litevském slovníku a s úvahami o spisovné litevštině a její slovní zásobě.[1]

## Hudební adaptace
- Mikas Petrauskas: Birutė (1906), litevská národní opera, libreto Gabrielius Landsbergis-Žemkalnis.[6]